# Ересько, Юрий Юрьевич
Юрий Юрьевич Ересько (род. 30 августа 1975, Москва) — российский хоккеист, защитник.

## Биография
Воспитанник ЦСКА, играл за команду в сезонах 1992/93 — 1996/97. В сезоне 1993/94 провёл шесть матчей за команду «Русские пингвины» в IHL, в сезоне 1996/97 — четыре матча за команду высшей лиги «УралАЗ» Миасс. На драфте НХЛ 1993 года был выбран в 7-м раунде под общим 178-м номером командой «Детройт Ред Уингз». Сезон 1997/98 отыграл за команду ECHL «Хэмптон-Роудс Эдмиралс», в составе которой выиграл Кубок Келли. В сезоне 1998/99 сыграл два матча за «Спартак-2» Москва.
Серебряный призёр чемпионата Европы среди юниорских команд 1993.